# Flores de Begoña
Flores de Begoña är en ort i Mexiko.   Den ligger i kommunen San Miguel de Allende och delstaten Guanajuato, i den centrala delen av landet, 240 km nordväst om huvudstaden Mexico City. Flores de Begoña ligger 1 858 meter över havet och antalet invånare är 604.
Terrängen runt Flores de Begoña är kuperad åt sydost, men åt nordväst är den platt. Runt Flores de Begoña är det ganska tätbefolkat, med 96 invånare per kvadratkilometer. Närmaste större samhälle är San Miguel de Allende, 7,1 km nordost om Flores de Begoña. Trakten runt Flores de Begoña består i huvudsak av gräsmarker.